# 成城學園前站

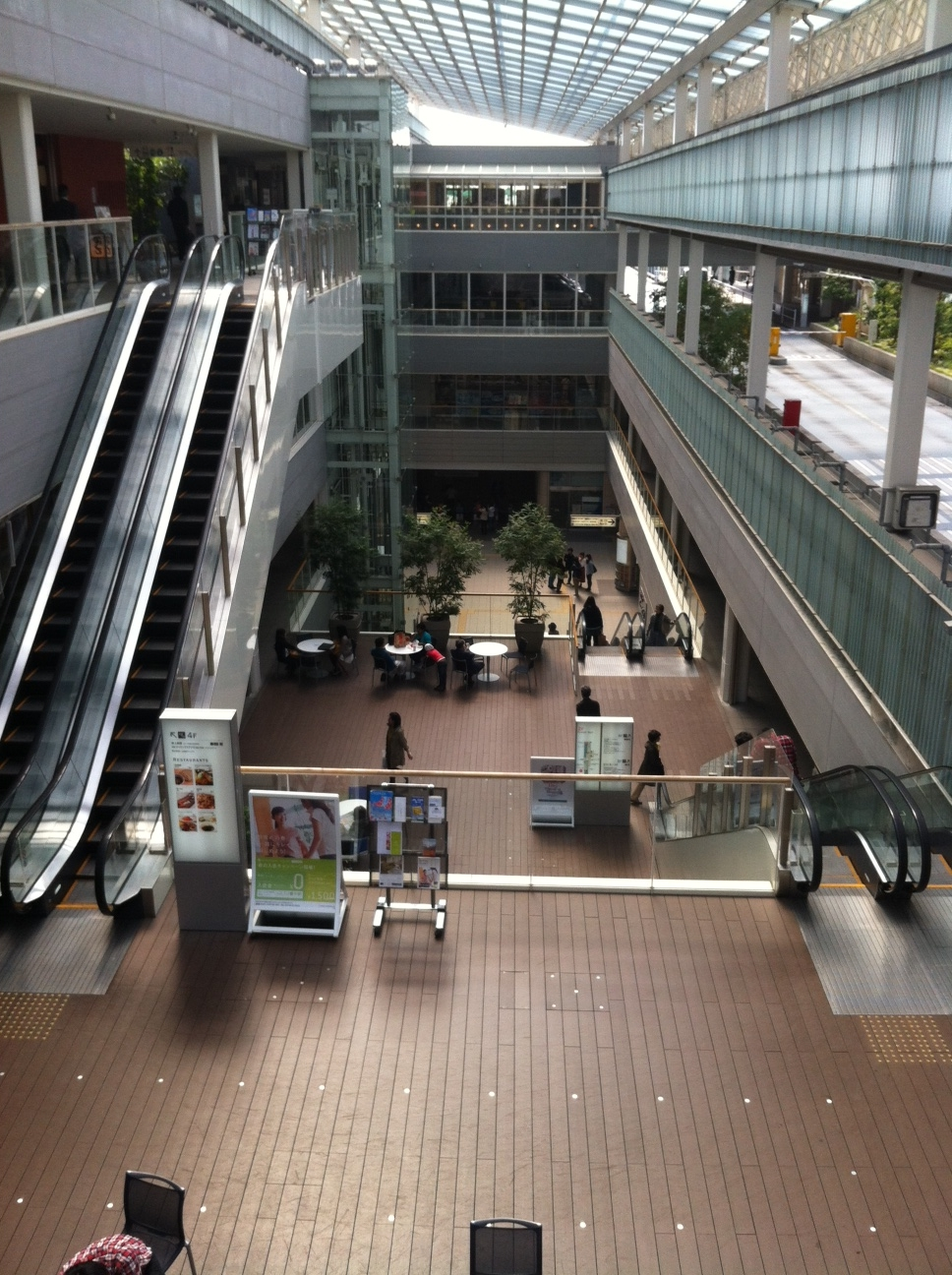
車站大挑高空間（2012年4月17日）

成城學園前站（日语：／ Seijō-gakuenmae eki */?）位於日本東京都世田谷區成城六丁目，是小田急電鐵小田原線的鐵路車站。車站編號是OH 14。

## 歷史
- 1927年（昭和2年）4月1日，車站啟用。
- 1937年（昭和12年）9月1日：開往片瀨江之島站的直通車開始停靠此站（開往小田原站的直通車則不停站）。
- 1946年（昭和21年）10月1日：準急開始停靠此站。
- 1948年（昭和23年）
  - 8月19日：由於發生東寶爭議（日语：東宝争議），此站依照警視廳的指示，一度暫停服務。
  - 9月：櫻準急開始停靠此站。
- 1960年（昭和35年）3月25日：通勤準急開始停靠此站。同時早上繁忙時間期間，只有通勤急行停靠此站。
- 1964年（昭和39年）11月5日：快速準急開始停靠此站。
- 1971年（昭和46年）4月：急行開始停靠此站。同時，通勤急行取消。
- 2002年（平成14年）3月23日：多摩急行（日语：多摩急行）和湘南急行（日语：湘南急行）開始停靠此站。
- 2004年（平成16年）12月11日：區間準急開始停靠此站。
- 2008年（平成20年）3月15日：浪漫特快「Metro Homeway」、「Metro相模」和「Bay Resort」開始停靠此站。
- 2012年（平成24年）3月17日：浪漫特快「Metro箱根」的全列車開始停靠此站。
- 2016年（平成28年）3月26日：經東京地下鐵千代田線直通小田急的JR東日本常磐線（各站停車）停靠本站。廢止區間準急。
- 2018年（平成30年）3月17日：新的通勤急行（第2代）、通勤準急（第2代）、千代田線直通各站停車停靠本站。廢止多摩急行。

### 車站構造變遷
- 1932年（昭和7年）：啟用跨站式站房（小田急第一座舎）。複複線化工程前是島式月台2面4線地面車站。隨著複複線化工程，改為上行1面2線、下行1面1線。
- 2002年（平成14年）
  - 3月23日：上行待避線停止使用。
  - 3月31日：下行線地下化。
  - 6月16日：上行線地下化[2]。月台改為地下島式1面2線（現在的下行線月台）。
- 2004年（平成16年）
  - 5月23日：改為上行1面2線、下行1面1線。
  - 9月26日：複複線化完工，為島式2面4線。
- 2005年（平成17年）4月11日：開設西口。
- 2006年（平成18年）9月29日：車站大樓「成城CORTY」完工。

## 車站結構
本站是島式月台2面4線地塹式車站。在2013年3月23日東北澤、下北澤、世田谷代田三站地下化前，是小田急電鐵中間車站中唯一的地下站。位於複複線區間中間，全日進行緩急接續。
本站是砧地域的代表車站，喜多見站側有車輛基地（喜多見檢車區），本站有出入庫線通往該基地，因此有以本站為始發、終停的班次。2018年3月改點起增加本站起迄的班次。主要為千代田線直通列車，亦有往新宿與相模大野、小田原方向的班次。
快速急行不停本站，但有停靠部分直通千代田線直通的浪漫特快，是所謂的千鳥停車。
本站在夜間會停放一列東京地下鐵千代田線16000系列車。

### 月台配置
| 月台 | 路線     | 方向（路線）   | 目的地                                         |
| ---- | -------- | -------------- | ---------------------------------------------- |
| 1    | 小田原線 | 下行（緩行線） | 小田原、箱根湯本、藤澤、片瀨江之島、唐木田方向 |
| 2    | 小田原線 | 下行（急行線） | 小田原、箱根湯本、藤澤、片瀨江之島、唐木田方向 |
| 3    | 小田原線 | 上行（急行線） | 新宿、千代田線方向                             |
| 4    | 小田原線 | 上行（緩行線） | 新宿、千代田線方向                             |

※下行東北澤至登戶間、上行向丘遊園至東北澤間，急行線、緩行線原則上依下述方式使用。
〔急行線〕
 □浪漫特快、■快速急行、■通勤急行、■急行，以及本站至經堂站間的□通勤準急。
〔緩行線〕
■準急、■各站停車，以及上述區間以外的□通勤準急。

### 配線圖
| ← 代代木上原、 新宿、綾瀨 方向 | 配線図         | → 唐木田、藤澤、 小田原方向 |
| | ↓ 喜多見檢車區 |                             |
| 图例 参考文献：* 資料來源。 ** 電気車研究会、『鉄道ピクトリアル』、第60巻第1号 通巻第829号、2010年1月 臨時増刊号、 「【特集】 小田急電鉄」、巻末折込「小田急電鉄線路配線略図」。 |                |                             |

### 車站設備
剪票層有電扶梯與電梯連結月台。
月台設有候車室。
站內有3間無障礙廁所以及育嬰室。
站名標在2016年7月改為具有LED照明的樣式。同時站內標示也一併倒入新樣式，含站名標在內的站內標示都統一加上韓文與簡體中文。

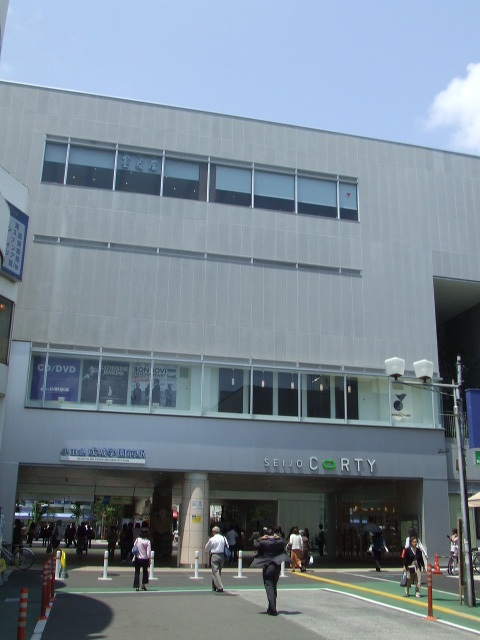
南口（2007年6月8日）
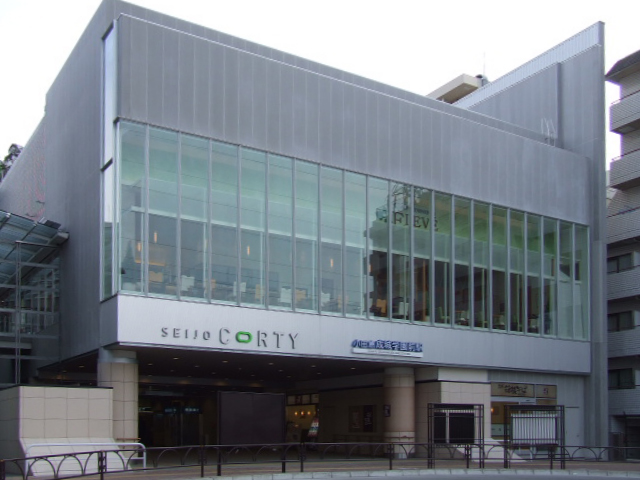
西口（2006年12月25日）
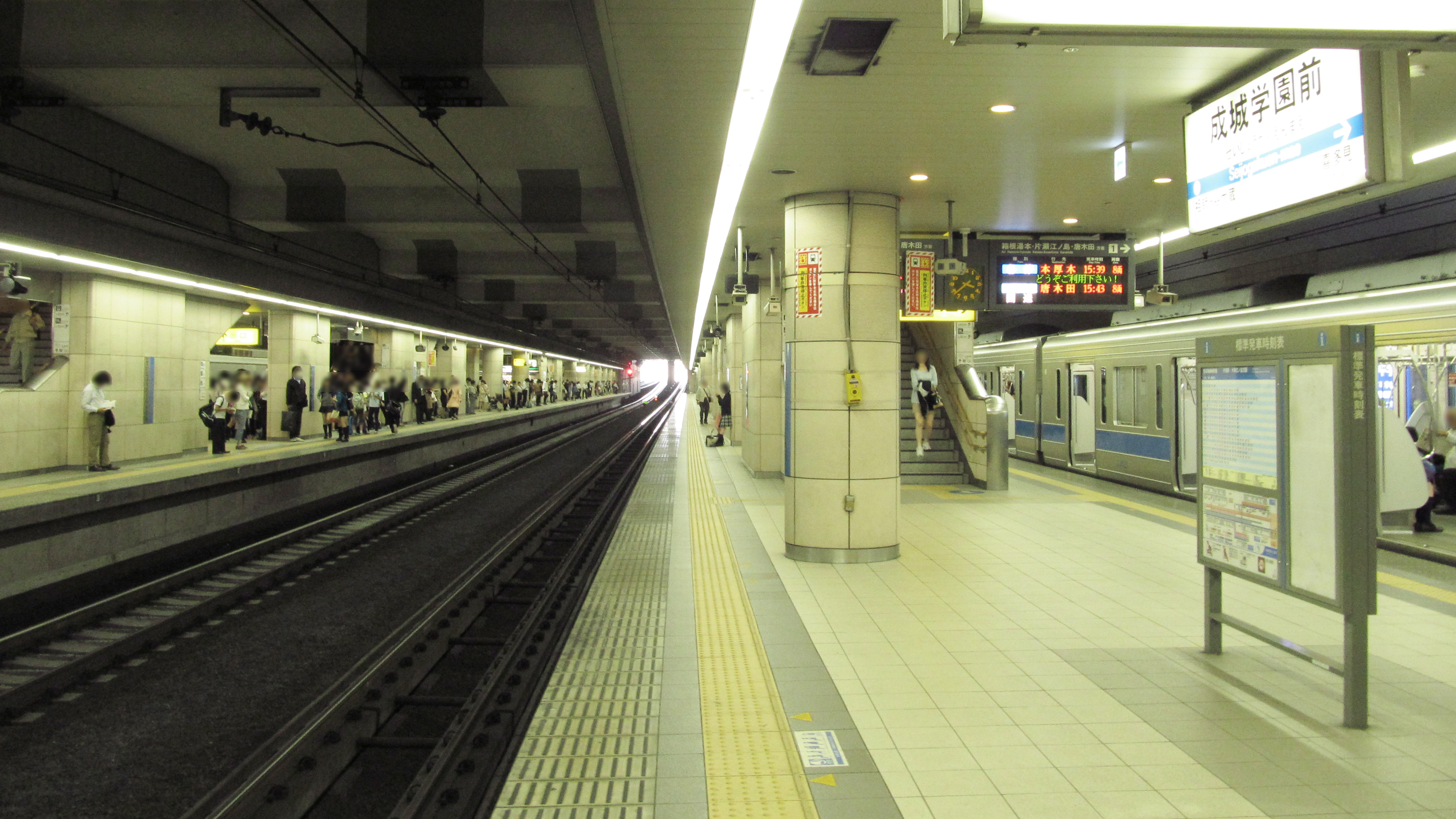
月台（2013年5月17日）
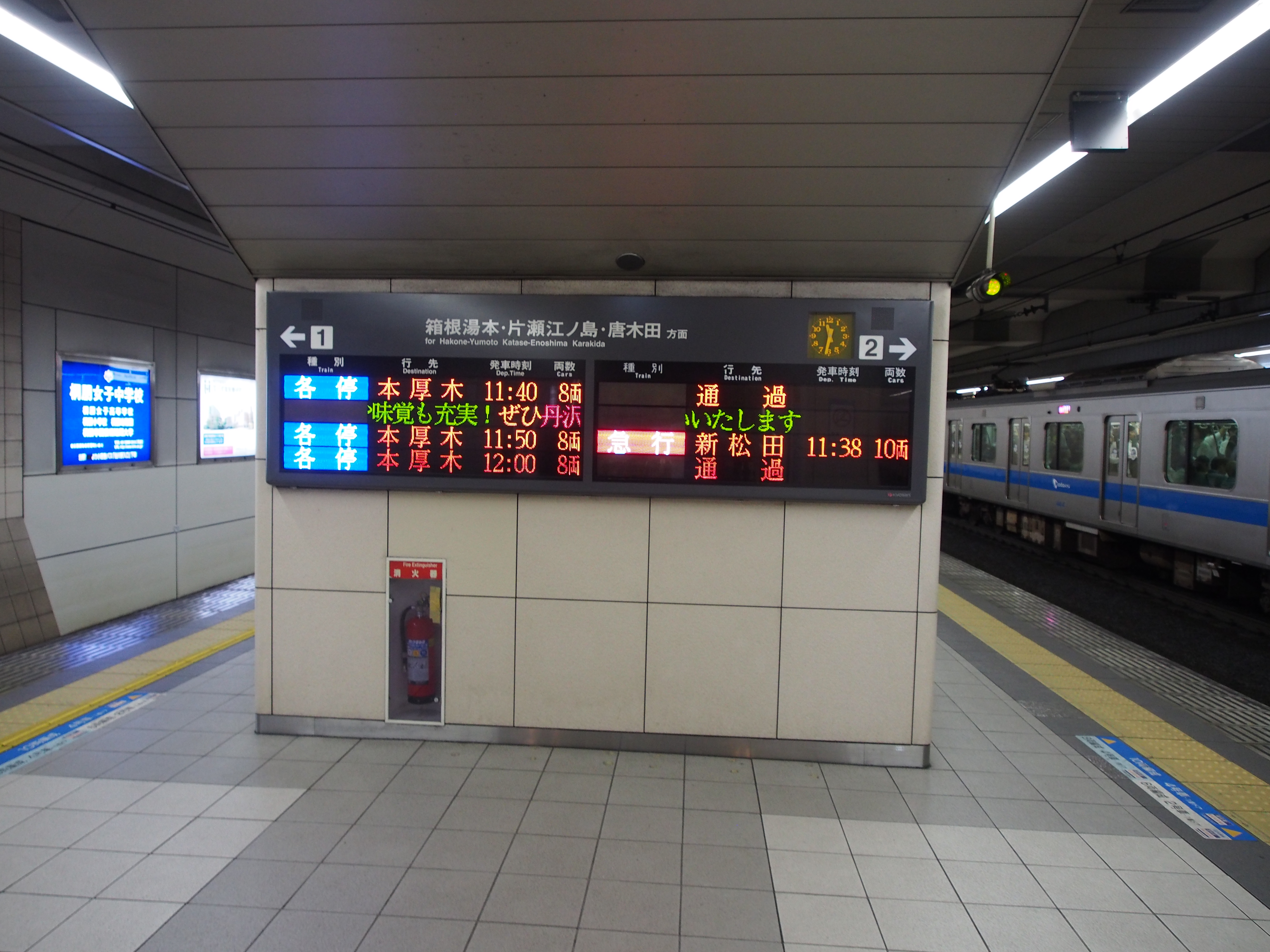
月台的列車資訊顯示器（2017年5月28日）

## 使用情況
2017年度1日平均上下車人次為89,468人，在小田急全部70個車站當中排名14位。人次少於無站長車站的中央林間站。
開業以來1日平均上下車人次與上車人次變化如下表。
| 年度               | 1日平均 上下車人次 | 1日平均 上車人次 | 來源     |
| ------------------ | ------------------ | ---------------- | -------- |
| 1928年（昭和03年） | 2,419              |                  |          |
| 1930年（昭和05年） | 3,629              |                  |          |
| 1935年（昭和10年） | 3,905              |                  |          |
| 1940年（昭和15年） | 6,163              |                  |          |
| 1946年（昭和21年） | 14,543             |                  |          |
| 1950年（昭和25年） | 16,617             |                  |          |
| 1955年（昭和30年） | 21,335             |                  |          |
| 1956年（昭和31年） |                    | 11,296           | [ * 1 ]  |
| 1957年（昭和32年） |                    | 12,136           | [ * 2 ]  |
| 1958年（昭和33年） |                    | 12,908           | [ * 3 ]  |
| 1959年（昭和34年） |                    | 13,797           | [ * 4 ]  |
| 1960年（昭和35年） | 29,679             | 15,077           | [ * 5 ]  |
| 1961年（昭和36年） | 33,488             | 16,747           | [ * 6 ]  |
| 1962年（昭和37年） | 35,867             | 17,974           | [ * 7 ]  |
| 1963年（昭和38年） | 38,892             | 19,578           | [ * 8 ]  |
| 1964年（昭和39年） | 43,960             | 22,207           | [ * 9 ]  |
| 1965年（昭和40年） | 47,020             | 23,751           | [ * 10 ] |
| 1966年（昭和41年） | 49,679             | 24,893           | [ * 11 ] |
| 1967年（昭和42年） | 50,727             | 25,501           | [ * 12 ] |
| 1968年（昭和43年） | 50,457             | 25,276           | [ * 13 ] |
| 1969年（昭和44年） | 51,642             | 25,902           | [ * 14 ] |
| 1970年（昭和45年） | 51,871             | 26,363           | [ * 15 ] |
| 1971年（昭和46年） | 57,691             | 29,618           | [ * 16 ] |
| 1972年（昭和47年） | 63,010             | 32,174           | [ * 17 ] |
| 1973年（昭和48年） | 64,966             | 33,116           | [ * 18 ] |
| 1974年（昭和49年） | 68,424             | 34,865           | [ * 19 ] |
| 1975年（昭和50年） | 70,563             | 35,863           | [ * 20 ] |
| 1976年（昭和51年） | 72,684             | 37,107           | [ * 21 ] |
| 1977年（昭和52年） | 73,262             | 37,789           | [ * 22 ] |
| 1978年（昭和53年） | 80,706             | 40,392           | [ * 23 ] |
| 1979年（昭和54年） | 82,414             | 41,777           | [ * 24 ] |
| 1980年（昭和55年） | 83,206             | 42,625           | [ * 25 ] |
| 1981年（昭和56年） | 85,552             | 43,519           | [ * 26 ] |
| 1982年（昭和57年） | 86,381             | 44,012           | [ * 27 ] |
| 1983年（昭和58年） | 87,338             | 44,351           | [ * 28 ] |
| 1984年（昭和59年） | 88,515             | 44,847           | [ * 29 ] |
| 1985年（昭和60年） | 89,176             | 45,209           | [ * 30 ] |
| 1986年（昭和61年） | 91,034             | 46,223           | [ * 31 ] |
| 1987年（昭和62年） | 91,959             | 46,736           | [ * 32 ] |
| 1988年（昭和63年） | 93,499             | 47,776           | [ * 33 ] |
| 1989年（平成元年） | 94,072             | 47,991           | [ * 34 ] |
| 1990年（平成02年） | 95,271             | 48,773           | [ * 35 ] |
| 1991年（平成03年） | 97,306             | 49,733           | [ * 36 ] |
| 1992年（平成04年） | 96,423             | 49,419           | [ * 37 ] |
| 1993年（平成05年） | 96,027             | 49,620           | [ * 38 ] |
| 1994年（平成06年） | 95,165             | 49,225           | [ * 39 ] |
| 1995年（平成07年） | 93,990             | 48,608           | [ * 40 ] |
| 1996年（平成08年） | 92,894             | 47,904           | [ * 41 ] |
| 1997年（平成09年） | 91,673             | 47,115           | [ * 42 ] |
| 1998年（平成10年） | 90,007             | 46,205           | [ * 43 ] |
| 1999年（平成11年） | 87,647             | 44,579           | [ * 44 ] |
| 2000年（平成12年） | 85,386             | 43,115           | [ * 45 ] |
| 2001年（平成13年） | 83,614             | 41,977           | [ * 46 ] |
| 2002年（平成14年） | 82,239             | 41,205           | [ * 47 ] |
| 2003年（平成15年） | 81,506             | 40,761           | [ * 48 ] |
| 2004年（平成16年） | 79,284             | 40,538           | [ * 49 ] |
| 2005年（平成17年） | 77,911             | 39,846           | [ * 50 ] |
| 2006年（平成18年） | 80,311             | 41,127           | [ * 51 ] |
| 2007年（平成19年） | 83,805             | 42,696           | [ * 52 ] |
| 2008年（平成20年） | 84,440             | 42,841           | [ * 53 ] |
| 2009年（平成21年） | 84,365             | 42,758           | [ * 54 ] |
| 2010年（平成22年） | 84,182             | 42,615           | [ * 55 ] |
| 2011年（平成23年） | 83,142             | 42,072           | [ * 56 ] |
| 2012年（平成24年） | 84,737             | 42,825           | [ * 57 ] |
| 2013年（平成25年） | 86,735             | 43,852           | [ * 58 ] |
| 2014年（平成26年） | 86,518             | 43,665           | [ * 59 ] |
| 2015年（平成27年） | 88,516             | 44,644           | [ * 60 ] |
| 2016年（平成28年） | 88,727             | 44,698           | [ * 61 ] |
| 2017年（平成29年） | 89,468             |                  |          |

## 車站周邊

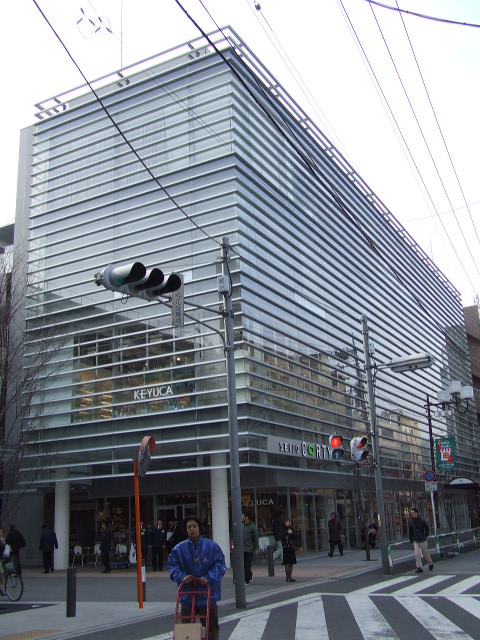
成城CORTY

本站周邊，特別是北口的成城五丁目、六丁目，是知名的高級住宅區。
由於周邊有許多學校，平日與周六早晨可見大量通勤學生。
車站大樓成城CORTY在2006年9月29日開幕。

### 中央口
- 成城CORTY
  - Odakyu OX成城店
- FORESTY cafe（日语：小田急レストランシステム）成城店

### 北口
- 成城學園前郵局
- 成城郵局（日语：成城郵便局）
  - 郵貯銀行成城分行
- 學校法人成城學園（日语：学校法人成城学園）
  - 成城学園幼稚園
  - 成城學園初等學校（日语：成城学園初等学校）
  - 成城學園中學校高等學校（日语：成城学園中学校高等学校）
  - 成城大學
- 世田谷區役所（日语：世田谷区役所）砧綜合支所、成城出差所
- 世田谷區立砧圖書館  - 本站與祖師谷大藏站中間。
- 三菱東京UFJ銀行成城分行、成城學園前分行
- 三菱UFJ摩根史坦利證券成城分店
- 成城石井成城店
- Seijo（日语：セイジョー）
- 大創百貨成城學園店
- 成城網球學院
- 東京都立綜合工科高等學校（日语：東京都立総合工科高等学校）

### 南口
- 警視廳成城警察署（日语：成城警察署）成城学園站前派出所
- 東京消防廳第三消防方面本部（日语：東京消防庁第三消防方面本部）成城消防署（日语：成城消防署）
- 世田谷成城二郵局
- 東京都市大學附屬中學校、高等學校（日语：東京都市大学付属中学校・高等学校）
- 東京都市大學附屬小學校（日语：東京都市大学付属小学校）
- 世田谷區立砧中學校（日语：世田谷区立砧中学校）
- 城南信用金庫（日语：城南信用金庫）砧分店
- 三井住友銀行成城分行
- 大和證券成城分店
- 松本清成城學園店
- 科學技術學園高等學校（日语：科学技術学園高等学校）
- 東寶工作室（日语：東宝スタジオ）（舊東寶砧攝影所）
  - ABC HOUSING（日语：ABCハウジング）成城住宅公園
- 妙法寺（日语：妙法寺 (世田谷区大蔵)）（大藏大佛）

### 西口
- 富士見橋
- 瑞穗銀行成城分行
- 瑞穗信託銀行成城分行
- 瑞穗證券成城分店
- 野村證券成城分店

## 巴士路線
南口有「成城學園前站南口」、西口有「成城學園前站西口」巴士站。

### 成城學園前站南口（小田急）、成城學園前站（東急）

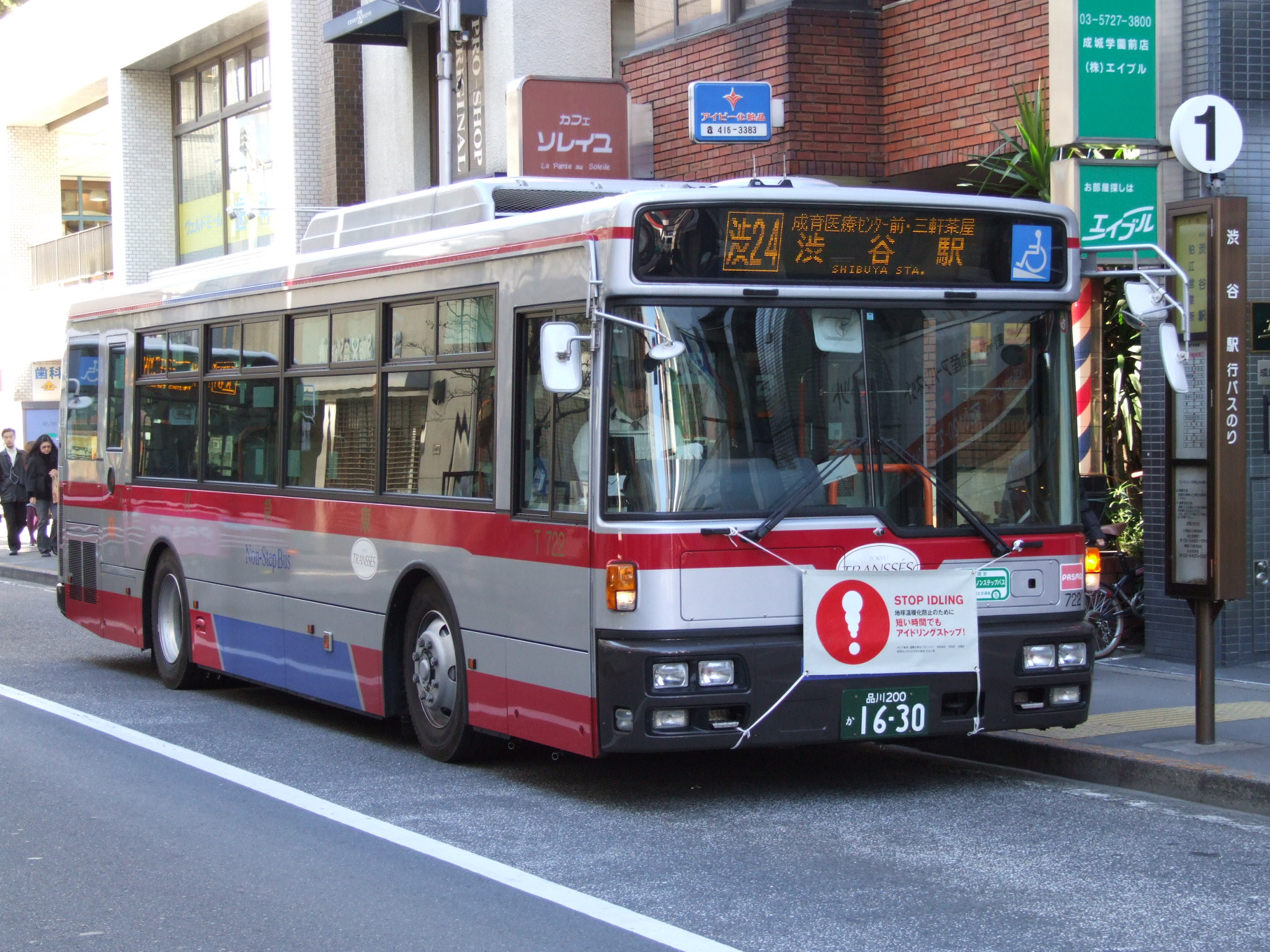
成城學園前站南口巴士乘車處

可搭乘小田急巴士、東急巴士。
| 乘車處 | 系統   | 主要行經地                                     | 目的地         | 運行業者                                  |
| ------ | ------ | ---------------------------------------------- | -------------- | ----------------------------------------- |
| 1號    | 澀24   | 成育醫療中心前、農大前、上町、三軒茶屋         | 澀谷站         | ■小田急（狛江營業所） ■東急（弦卷營業所） |
| 2號    | 都立01 | 區立綜合運動場、櫻新町站                       | 都立大學站北口 | ■東急（弦卷營業所）                       |
| 2號    | 用06   | 成育醫療中心前、櫻丘三丁目                     | 用賀站         | ■東急（瀨田營業所）                       |
| 2號    | 等12   | 成育醫療中心前、櫻丘三丁目、用賀站、深澤不動前 | 等等力操車所   | ■東急（瀨田營業所）                       |
| 3號    | 玉07   | 砧中學校下、鎌田、吉澤                         | 二子玉川站     | ■小田急（狛江營業所） ■東急（瀨田營業所） |
| 3號    | 玉07   | 砧中學校下、鎌田、吉澤、中耕地（僅早晨）       | 二子玉川站     | ■小田急（狛江營業所） ■東急（瀨田營業所） |
| 3號    | 出入庫 | 砧中學校下                                     | 狛江營業所     | ■小田急（狛江營業所）                     |

### 成城學園前站西口
可搭乘小田急巴士（狛江營業所）。

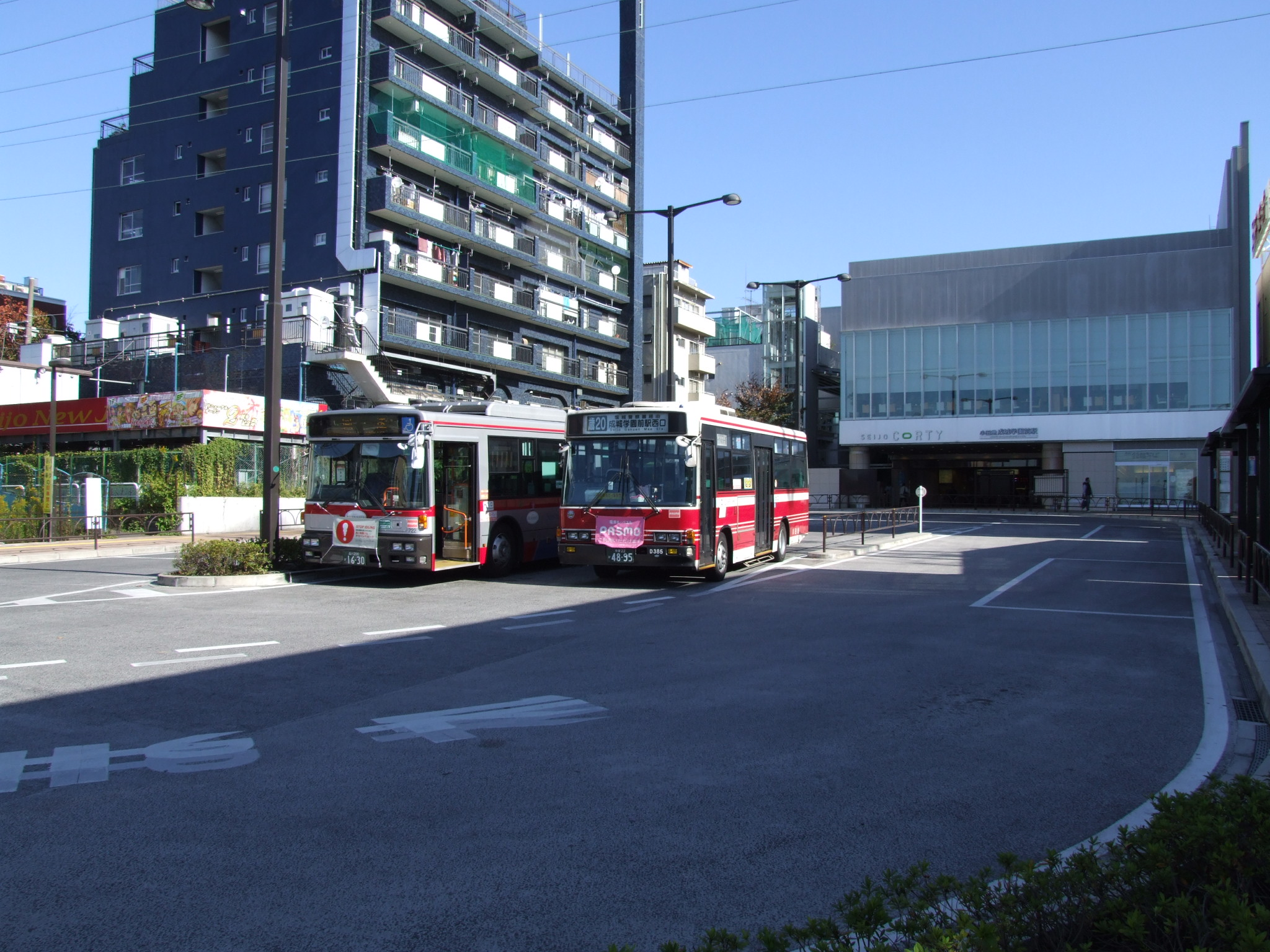
開工前的車站西口巴士乘車處（1號乘車處）

南口發車的澀24、玉07系統的回程終點站在西口。
| 乘車處 | 系統   | 主要行經地                         | 目的地                   |
| ------ | ------ | ---------------------------------- | ------------------------ |
| 1號    | 成04   | 仙川站入口、狛江營業所             | 調布站南口               |
| 1號    | 成05   | 仙川站入口                         | 狛江站北口               |
| 2號    | 成01   | 中央電通學園                       | 神代團地                 |
| 2號    | 出入庫 | 中央電通學園                       | 狛江營業所               |
| 3號    |        |                                    | 下車處                   |
| 4號    |        |                                    | 下車處                   |
| 5號    | 成02   | 上祖師谷四丁目、蘆花公園站前       | 千歲烏山站北口           |
| 5號    | 成06   | 上祖師谷四丁目                     | 千歲烏山站南口           |
| 5號    | 歲20   | 上祖師谷四丁目、廻澤、成城警察署前 | 千歲船橋站               |
| 5號    | 歲21   | 上祖師谷四丁目、廻澤               | 千歲船橋站               |
| 5號    | 出入庫 | 上祖師谷四丁目、仙川站入口         | 狛江營業所／往狛江站北口 |

## 相鄰車站
小田急電鐵
 小田原線
- □浪漫特快「Metro箱根」、「Metro Morningway」、「Metro Homeway」、「Metro江之島」停車站（「Metro Morningway」與「Metro Homeway」僅停靠部分班次）

※新宿站起訖的浪漫特快僅停靠部分臨時列車，其餘班次不停
■快速急行
通過
□通勤急行（平日早晨時段上行）
下北澤（OH 07） ← 成城學園前（OH 14） ← 向丘遊園（OH 19）
■急行（下行、平日18:00至21:00）
下北澤（OH 07） → 成城學園前（OH 14） → 登戶（OH 18）
■急行（上述以外）、□通勤準急（平日早晨時段上行）
經堂（OH 11）－成城學園前（OH 14）－登戶（OH 18）
■準急
祖師谷大藏（OH 13）－成城學園前（OH 14）－狛江（OH 16）
■各站停車
祖師谷大藏（OH 13）－成城學園前（OH 14）－喜多見（OH 15）

## 外部連結
- 成城學園前 - 小田急電鐵